# Злоценець (гміна)
Гміна Злоценець (пол. Gmina Złocieniec) — місько-сільська гміна у північно-західній Польщі. Належить до Дравського повіту Західнопоморського воєводства.
Станом на 31 грудня 2011 у гміні проживало 15677 осіб.
1 січня 2019 року до складу гміни включено території сіл Хлебово, Цємінко, Гроново, Нове Вороново, Плоцє, Сєціно, Смольдзєнцино, Щицєнко i Сьмідзєнціно загальною площею 8500,04 га ліквідованої гміни Островіце. Площа гміни зросла до 279, 53 км².

## Територія
Згідно з даними за 2007 рік площа гміни становила 194.53 км², у тому числі:
- орні землі: 37.00%
- ліси: 37.00%

Таким чином, площа гміни становить 10.98% площі повіту.

## Населення
Станом на 31 грудня 2011:
| Опис     | Загалом | Загалом | Чоловіки | Чоловіки | Жінки | Жінки |
| -------- | ------- | ------- | -------- | -------- | ----- | ----- |
| одиниця  | осіб    | %       | осіб     | %        | осіб  | %     |
| все      | 15677   | 100     | 7627     | 48.65    | 8050  | 51.35 |
| міське   | 13424   | 100     | 6466     | 48.17    | 6958  | 51.83 |
| сільське | 2253    | 100     | 1161     | 51.53    | 1092  | 48.47 |

## Сусідні гміни
Гміна Злоценець межує з такими гмінами: Вешхово, Дравсько-Поморське, Полчин-Здруй, Чаплінек.